# Bohuslavice (powiat Prościejów)
Bohuslavice – gmina w Czechach, w powiecie Prościejów, w kraju ołomunieckim. Według danych z dnia 1 stycznia 2012 liczyła 459 mieszkańców.
Zobacz też:
- Bohuslavice